# Holubice (Moravia meridionale)
Holubice è un comune della Repubblica Ceca facente parte del distretto di Vyškov, nella regione della Moravia Meridionale.